# 斯卡蒂科克 (紐約州村)
斯卡蒂科克（英語：Schaghticoke）是位於美國紐約州倫塞勒縣的村。

## 人口
根據2020年美國人口普查的數據，斯卡蒂科克的面積為2.57平方千米，當中陸地面積為1.96平方千米，而水域面積為0.61平方千米。當地共有人口527人，而人口密度為每平方千米205人。